# Peter Capaldi
Pour les articles homonymes, voir Capaldi.
Peter Capaldi, né le 14 avril 1958 à Glasgow (Écosse), est un acteur, réalisateur, scénariste et chanteur britannique.
Il est connu pour son rôle du spin doctor écossais Malcolm Tucker dans la série The Thick of It et le film In the Loop. Il succède à Matt Smith dans le rôle du Docteur dans la série télévisée Doctor Who, entre Noël 2013 et Noël 2017. Également réalisateur, il remporte en 1995 l'Oscar du meilleur court métrage en prises de vues réelles pour Franz Kafka's It's a Wonderful Life.

## Biographie
Peter Dougan Capaldi, fils de Gerald John Capaldi et Nancy (née Soutar), naît à Glasgow où il fait ses études à l'École des Beaux Arts (Glasgow School of Art). Ses parents sont glaciers. Quand il est adolescent, il est le chanteur et guitariste d'un groupe punk rock, Dreamboys, dont le batteur est le futur comédien et animateur Craig Ferguson.
Remarqué en 2008 pour son rôle de Malcolm Tucker dans la série The Thick of It et le film s'en étant inspiré, In the Loop, Peter Capaldi obtient pour son interprétation plusieurs récompenses et nominations.
Il intègre le casting de la série The Musketeers produite par la BBC, dans le rôle du cardinal de Richelieu. Il quitte la série à la fin de la saison 1, pour jouer dans la série Doctor Who.
En 2013, il joue dans World War Z le rôle d'un docteur faisant partie de l'Organisation mondiale de la santé (OMS), organisme dont le nom anglophone est WHO, ce qui est un possible clin d’œil à son prochain rôle dans la série Doctor Who[réf. nécessaire].
Le 4 août 2013, la BBC annonce qu'il a été choisi pour interpréter le Douzième Docteur dans la série de science-fiction britannique Doctor Who, succédant à Matt Smith. Avant cela, il a joué Lucius Caecilius Iucundus, un marchand d'art de Pompéi, dans le deuxième épisode de la quatrième saison (dans la nouvelle série), La Chute de Pompéi. Il a également pris part à la série dérivée, Torchwood, dans plusieurs épisodes de la troisième saison, Les Enfants de la Terre, où il interprète John Frobisher.
Il a également un rôle dans le film Maléfique, mais les scènes qui le concernent sont finalement retirées en post-production.

### Vie privée
Il est le cousin de Lewis Capaldi et a des origines écossaises et italiennes.

## Filmographie
Sauf indication contraire, les informations mentionnées dans cette section peuvent être confirmées par la base de données cinématographiques IMDb,  présente dans la section « Liens externes ».

### Acteur

#### Cinéma
- 1982 : Living Apart Together : Joe
- 1983 : Local Hero : Oldsen

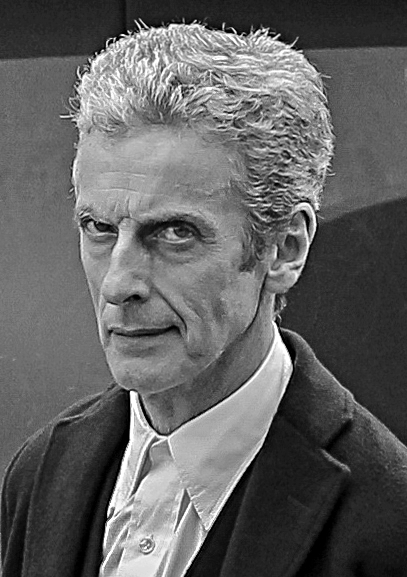
Peter Capaldi en 2014 sur le tournage de la saison 8 de Doctor Who.

- 1985 : Turtle Diary : Le conservateur adjoint
- 1987 : The Love Child :
- 1988 : Le Repaire du ver blanc : Angus Flint
- 1988 : Les Liaisons dangereuses (Dangerous Liaisons) : Azolan
- 1991 : December Bride : Jeune Sorleyson
- 1993 : Soft Top Hard Shoulder : Gavin Bellini
- 1994 : Captives : Simon
- 1997 : Smilla's Sense of Snow : Birgo Lander
- 1997 : Bean : Gareth
- 1997 : Shooting Fish : Mr Gilzean
- 1998 : What Rats Won't Do : Tony
- 2000 : Mrs Caldicot's Cabbage War : Derek
- 2002 : Max : David Cohn
- 2003 : Shotgun Dave Rides East : Rob
- 2004 : Niceland (Population. 1.000.002) de Friðrik Þór Friðriksson : John
- 2004 : Modigliani : Jean Cocteau
- 2005 : Le Piège (House of 9) : Max Roy
- 2005 : Wild Country : Père Steve
- 2005 : Le Témoin du marié (The Best Man) : un prêtre
- 2007 : Magicians : Mike Francis
- 2009 : In the Loop : Malcolm Tucker
- 2011 : Les Soupçons de Monsieur Whicher : Samuel Kent
- 2013 : World War Z : le docteur de l'OMS
- 2013 : Le Cinquième Pouvoir (The Fifth Estate) : Alan Rusbridger
- 2014 : Paddington : M. Curry, le voisin des Brown
- 2017 : Paddington 2 : M. Curry, le voisin des Brown
- 2018 : Jean-Christophe et Winnie (Christopher Robin) de Marc Forster : Coco Lapin (voix)
- 2019 : The Personal History of David Copperfield : Mr. Micawber
- 2021 : The Suicide Squad de James Gunn : Gaius Grieves / Le Penseur
- 2021 : Benediction de Terence Davies : Siegfried Sassoon âgé

#### Télévision

##### Séries télévisées
- 1984 : Crown Court : Eamonn Donnelly
- 1985 : Minder : Ozzy
- 1985 : Travelling Man
- 1986 : C.A.T.S. Eyes
- 1988 : Rab C. Nesbitt : Preacher
- 1989 : Shadow of the Noose : Robert Wood
- 1989 : Dramarama : British Ambassador
- 1990 : Inspecteur Wexford (The Ruth Rendell Mysteries) : Zeno Vedast
- 1991 : Hercule Poirot (série télévisée, 3.05 : Le Guêpier) : Claude Langton
- 1991 : Screen Two : Bruce Coldfield
- 1991 : Selling Hitler : Thomas Walde
- 1991 : Titmuss Regained : Ken Cracken
- 1992 : Early Travellers in North America : Robert Louis Stevenson
- 1992 : The Secret Agent : Mr Vladimir
- 1993 : The Comic Strip Presents... : John
- 1993 : Suspect numéro 1 : Le Réseau de la honte (Prime Suspect 3) : Vera Reynolds
- 1994 : Chandler & Co : Larry Blakeson
- 1994 : The Vicar of Dibley : Tristan Campbell
- 1996 : Neverwhere : Islington
- 1996 : The Crow Road : Rory McHoan
- 1997 : Histoire de Tom Jones, enfant trouvé : Lord Fellamar
- 2001 : High Stakes : Michael Calderwood
- 2003 : In Deep : Jeremy
- 2003 : Fortysomething : Dr Ronnie Pilfrey
- 2003 : Judge John Deed : Alan Roxborough MP
- 2004 : Classé Surnaturel (Sea of Souls) : Gordon Fleming
- 2004 : Ma tribu : Colin Judd
- 2004 : Foyle's War : Raymond Carter
- 2004 : Peep Show : le professeur MacLeish
- 2005 : The Afternoon Play : Billy Shannon
- 2005 – 2012 : The Thick of It : Malcolm Tucker
- 2006 : Donovan : Dr Angus Baldwin
- 2006 : Inspecteur Barnaby (Midsomer Murders) Death in Chorus : Laurence Barker
- 2007 : Meurtres en sommeil : Lucien Calvin
- 2007 : Coming Up : Joe
- 2007 : Fallen Angel (en) : Henry Appleton
- 2007 : Skins : Mark Jenkins
- 2008 : Doctor Who : La chute de Pompéi (saison 4 épisode 2) : Caecillius
- 2008 : Midnight Man : Trevor
- 2008 : The Devil's Whore : le roi Charles Ier
- 2008 : Cold Blood : le narrateur
- 2009 : Torchwood, saison 3  : Les Enfants de la Terre : John Frobisher
- 2009 : 10 Minute Tales : l'homme
- 2009-2010 : Getting On, 4 épisodes : Peter Healy
- 2010 : Accused : Frank Ryland
- 2011 : Les Pingouins de Madagascar (The Penguins of Madagascar) (série d'animation) : l'oncle Nigel (voix)
- 2012 : The Hour : Randall Brown
- 2013-2017 : Doctor Who : Le Douzième Docteur
- 2014 : The Musketeers : Cardinal-duc de Richelieu
- 2015 : Class : Le Douzième Docteur
- 2022-2025 : The Devil's Hour : Gideon Shepherd
- 2022 : Big Mouth (série d'animation) : Seamus MacGregor (voix)
- 2023 : Criminal Record : détective Daniel Hegarty
- 2025 : Black Mirror Saison 7, Cameron

##### Téléfilms
- 1985 : John and Yoko: A Love Story : George Harrison
- 1986 : God's Chosen Car Park : Everard
- 1989 : Rosie the Great
- 1989 : Dream Baby : Willie
- 1992 : The Cloning of Joanna May : Isaac
- 1992 : Mr. Wakefield's Crusade : Luke Wakefield
- 1993 : Micky Love : David Critchley
- 1993 : Stay Lucky : Robin
- 1995 : Runway One : Nick Galligan
- 1996 : The Treasure Seekers : Jellicoe
- 1996 : Giving Tongue : Duncan Fielding
- 1996 : Lost for Words
- 1999 : The Greatest Store in the World : Mr Whiskers
- 2001 : Hotel! : Hilton Gilfoyle
- 2002 : Solid Geometry : David Hunter
- 2003 : Amours suspectes (Unconditional Love) : DI Terry Machin
- 2004 : Passer By : Defence Barrister
- 2006 : Pinochet in Suburbia : Andy McEntee
- 2006 : Aftersun : Jim
- 2008 : Glendogie Bogey : Jeff Wylie (voix)
- 2013 : Le Jour du Docteur : le Douzième Docteur

##### Documentaire
- 2013 : Léonard de Vinci - Dans la tête d'un génie (Inside the Mind of Leonardo) : Léonard de Vinci

### Réalisateur
- 1993 : Franz Kafka's It's a Wonderful Life (court métrage)
- 1995 : Frissons anglais[réf. nécessaire]
- 2001 : Une star dans la mafia
- 2006 : The Great Pretender[réf. nécessaire]
- 2009-2010 : Getting On (série télévisée), 9 épisodes
- 2012 : The Cricklewood Greats (téléfilm)

## Musique
Au début des années 1980, Peter Capaldi est chanteur et guitariste dans le groupe punk rock Dreamboys avec Craig Ferguson.
Il apparaît dans le premier clip de la chanson Someone You Loved de son cousin Lewis Capaldi, qui soutient une association pour les dons d'organes.
Le 28 février 2020, il sort un single avec Monks Road Social, If I Could Pray. Le 19 novembre 2021, il sort son premier album solo intitulé St. Christopher.

## Distinctions
Sauf indication contraire, les informations mentionnées dans cette section peuvent être confirmées par la base de données cinématographiques IMDb,  présente dans la section « Liens externes ».

### Récompenses
- BAFTA Scotland Awards 1993 : meilleur court métrage pour Franz Kafka's It's a Wonderful Life
- BAFTA Scotland Awards 1993 : meilleur acteur dans un film pour Soft Top Hard Shoulder (1993).
- Festival Premiers Plans d'Angers 1994 : prix du public du court métrage pour Franz Kafka's It's a Wonderful Life
- British Academy Film Awards 1994 : meilleur court-métrage pour Franz Kafka's It's a Wonderful Life - partagé avec Ruth Kenley-Letts
- Oscars 1995 : meilleur court métrage en prises de vues réelles pour Franz Kafka's It's a Wonderful Life - partagé avec Ruth Kenley-Letts
- New York Film Critics Online Awards 2009 : meilleure acteur dans un second rôle pour In the Loop (2009)
- British Academy Television Awards 2010 : meilleure performance masculine dans un rôle comique pour The Thick of It
- British Comedy Awards 2010 : meilleur acteur comique de télévision pour The Thick of It
- Broadcasting Press Guild Awards 2010 : meilleur acteur pour The Thick of It
- Chlotrudis Awards 2010 : meilleur acteur dans un second rôle pour In the Loop
- Online Film & Television Association Awards 2010 : meilleur acteur dans un second rôle pour In the Loop
- British Comedy Awards 2012 : meilleur acteur comique de télévision pour The Thick of It
- Royal Television Society Scotland Awards 2014 : prix spécial pour sa contribution exceptionnelle à la télévision
- BTVA People's Choice Voice Acting Awards 2015 : meilleure distribution vocale dans un jeu vidéo pour Lego Dimensions - partagé avec Troy Baker, Elizabeth Banks, Tom Kane, Gary Oldman, Joel McHale, Travis Willingham, Laura Bailey, Michael J. Fox, Christopher Lloyd, Ellen McLain, Stephen Merchant, Chris Pratt, Scott Menville et Frank Welker.
- BAFTA Scotland Awards 2022 : prix spécial pour sa contribution exceptionnelle à la télévision et au cinéma

### Classements
- International Cinephile Society Awards 2010 : 2e place comme meilleur acteur dans un second rôle pour In the Loop
- Indiewire Critics' Poll 2009 : 7e place comme meilleure performance dans un second rôle pour In the Loop
- Village Voice Film Poll 2009 : 6e place comme meilleur acteur dans un second rôle pour In the Loop

### Nominations
- British Academy Television Awards 2006 : meilleure performance comique pour The Thick of It
- Royal Television Society Awards 2006 : meilleure performance comique pour The Thick of It
- British Academy Television Awards 2008 : meilleure performance comique pour The Thick of It
- Royal Television Society Awards 2008 : meilleure performance comique pour The Thick of It
- British Independent Film Awards 2009 : meilleur acteur pour In the Loop
- Chicago Film Critics Association Awards 2009 : meilleur acteur dans un second rôle pour In the Loop
- Los Angeles Film Critics Association Awards 2009 : meilleur acteur dans un second rôle pour In the Loop
- New York Film Critics Circle Awards 2009 : meilleur acteur dans un second rôle pour In the Loop
- Central Ohio Film Critics Association Awards 2010 : meilleur acteur dans un second rôle pour In the Loop
- Evening Standard British Film Awards 2010 : prix Peter Sellers de la comédie pour In the Loop
- Gold Derby Awards 2010 : meilleur acteur dans un second rôle pour In the Loop
- International Online Cinema Awards 2010 : meilleur acteur dans un second rôle pour In the Loop
- London Film Critics Circle Awards 2010 : acteur britannique de l'année pour In the Loop
- Festival de télévision de Monte-Carlo 2010 : meilleur acteur dans une série télévisée comique pour The Thick of It
- Online Film & Television Association Awards 2010 : meilleur acteur dans un second rôle pour In the Loop
- Online Film Critics Society Awards 2010 : meilleur acteur dans un second rôle pour In the Loop (2009).
- Royal Television Society Awards 2010 : meilleure performance comique pour The Thick of It
- SFX Awards 2010 : meilleur acteur pour Torchwood (pour la troisième saison, Les Enfants de la Terre)
- BAFTA Scotland Awards 2011 : meilleur interprète de télévision pour The Field of Blood
- British Academy Television Awards 2012 : meilleure série comique pour The Cricklewood Greats - partagé avec Adam Tandy (producteur) et Tony Roche (scénariste)
- British Academy Television Awards 2013 :
  - Meilleur acteur dans un second rôle pour The Hour
  - Meilleur performance masculine dans un programme comique pour The Thick of It
- Broadcasting Press Guild Awards2015 : meilleur acteur pour The Hour et The Thick of It
- BAFTA Cymru 2015 : meilleur acteur pour Doctor Who, pour l'épisode Dark Water
- Online Film & Television Association Awards 2015 : meilleur acteur dans une série dramatique pour Doctor Who
- TV Quick Awards 2015 : meilleur pour Doctor Who
- BAFTA Scotland Awards 2016 : meilleur acteur de télévision pour Doctor Who
- TV Choice Awards 2016 : meilleur acteur pour Doctor Who
- TV Quick Awards 2016 : meilleur pour Doctor Who
- Indiana Film Journalists Association Awards 2020 : meilleur acteur dans un second rôle pour The Personal History of David Copperfield
- BAFTA Scotland Awards 2022 : meilleur acteur dans un film pour Benediction

## Voix francophones
En version française, Peter Capaldi est d'abord doublé par Éric Legrand dans Smilla et Thierry Wermuth dans Les Derniers Jours de Pinochet (en). Le doublant une première fois dans Skins, Nicolas Marié devient sa voix la plus régulière, le retrouvant dans Le Cinquième Pouvoir, The Musketeers et L'Histoire personnelle de David Copperfield. En parallèle, Patrick Osmond lui prête sa voix dans Paddington et sa suite tout comme Yann Guillemot dans les séries The Devil's Hour (en), Criminal Record (en) et Black Mirror.
À titre exceptionnel, Mathieu Buscatto le double dans World War Z, tout comme Philippe Résimont dans Doctor Who, Michel Mella dans Jean-Christophe et Winnie et Stéphane Roux dans The Suicide Squad.
En version québécoise, l'acteur a été doublé à deux reprises par François Sasseville dans Le Cinquième Pouvoir et L'Escadron Suicide : La Mission et exceptionnellement par Denis Michaud dans L'Histoire de Jean-Christophe.